# Museo de Geología (Universidad de Sevilla)
El museo de Geología de la Universidad de Sevilla, situada en Andalucía (España), es una colección museográfica que empezó a reunirse en 1850. Y en palabras de Francisco de las Barras de Aragón, dicha colección:

Es el Gabinete de Historia Natural de la Universidad una de las cosas más notables que hay en Sevilla y que de seguro desconocen la mayor parte de los sevillanos

## Historia del Museo de Geología de la Universidad de Sevilla

### Etapa Fundacional (1850-1884)
El Museo de Geología de la Universidad de Sevilla tiene su origen en el Gabinete de Historia Natural fundado en 1850 por el Catedrático de Mineralogía y Zoología Antonio Machado y Núñez (1815-1896). Hombre de ideas liberales y positivistas, el abuelo de los poetas, destacó entre muchas otras cosas, como pionero de los estudios de prehistoria y antropología, y uno de los primeros divulgadores de la teoría evolucionista de Darwin en España. La creación del Gabinete de Historia Natural, como la de otros en España, estuvo motivada por la reforma de los estudios universitarios de 1845 (Plan Pidal), y la Real Orden de 1849, que por iniciativa del Ministro Bravo Murillo, instaba a las Universidades e Institutos a su organización.
El Gabinete de Historia Natural se encontraba ubicado en una galería del piso segundo de la Facultad de Ciencias de la Universidad de Sevilla, situada en el edificio de la antigua Casa Profesa de los jesuitas (edificio hoy, sede de la Facultad de Bellas Artes de la Universidad de Sevilla, en la calle Laraña). Allí permanecerá el Gabinete durante más de 100 años, los que transcurren desde su creación hasta su traslado a la antigua Fábrica de Tabacos en 1957.
La colección del Gabinete de Historia Natural, cuyo origen está en dos cajones de minerales y un esqueleto donados por el Gobierno, procedentes del Real Colegio de Medicina y Cirugía de Cádiz; rápidamente se incrementó en la década de 1850, gracias a la donación de diversas colecciones particulares y especialmente las adquisiciones y donaciones realizadas por Antonio Machado y Núñez, hasta el punto que en 1864 hubo de ser reformado y ampliado. Durante el tiempo en el que Machado estuvo al frente del Gabinete (1850-1883) hasta su marcha a la Universidad Central, formó en él una importante colección, entre las que destacaban la colección malacológica, formada en su mayor parte por especies exóticas del Pacífico. Entre las colecciones regionales debieron ser muy valiosas aquellas que sirvieron a Machado para la elaboración de los catálogos zoológicos de aves, reptiles y mamíferos de Andalucía, labor en la que es destacar la colaboración de Joaquín García Otero como taxidermista del Gabinete. A Machado se debe igualmente gran parte de la colección mineralógica, inicialmente con ejemplares procedentes del extranjero, por compra o intercambio, a los que se incorporan posteriormente ejemplares procedentes de excursiones.
En el apartado paleontológico Machado incorpora una de las colecciones más importantes del Gabinete, la de molares y mandíbulas de proboscidios fósiles, así como un esqueleto fósil de cetáceo del Mioceno de Villanueva del Río y Minas. No menos importante debió ser la colección de prehistoria, si tenemos en cuenta la intensa labor realizada por Machado en dicho campo, en el que se le puede considerar uno de los iniciadores y en la que contó con la colaboración de Guillermo Macpherson que incorporó al gabinete en 1874 materiales procedentes de las excavaciones de la Cueva de la Mujer en Alhama de Granada. En 1857 se incorporaron al Gabinete los Herbarios históricos de la Universidad cuyo origen se remonta al siglo XVIII, al fundirse la asignatura de Botánica con la de Zoología y Mineralogía en la asignatura de Historia Natural. En el arreglo de los herbarios colaboró Romualdo González Fragoso, discípulo primero de Machado y, posteriormente de su sucesor, Salvador Calderón y Arana. Algunos de los ejemplares más notables del Gabinete fueron enviados por Machado a las Exposiciones Universales celebradas en París en 1867 y 1878.

### Etapa de Esplendor (1884-1895)

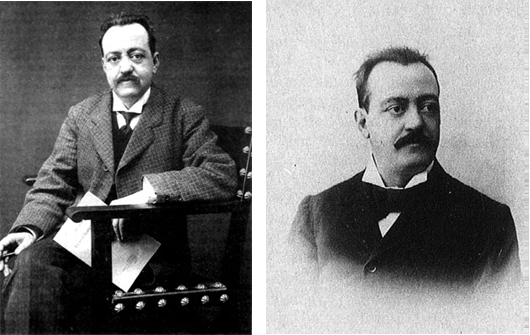
Salvador Calderón y Arana

En 1884, el geólogo Salvador Calderón y Arana (1851-1911), antiguo profesor de la Institución Libre de Enseñanza, sucede a Machado como catedrático en Sevilla, y en esta ciudad permanecerá hasta 1895, en que se traslada a la Universidad de Madrid. Durante estos años, el Gabinete de Historia Natural de la Universidad de Sevilla, se enriquece con gran cantidad de colecciones proporcionadas por colegas españoles y europeos con los que Calderón realizaba intercambios, así como con ejemplares fruto de las numerosas excursiones que Calderón realiza con un nutrido grupo de discípulos aglutinados en torno al Gabinete de Historia Natural y la Sección de Sevilla de la Sociedad Española de Historia Natural, fundada en 1888. Calderón y su grupo se vincularon también con la Sociedad Económica de Amigos del País, y el Ateneo y Sociedad de Excursiones de Sevilla, fundado por Manuel Sales y Ferré en 1887. Entre los discípulos de Calderón que colaboraron con él en el Gabinete son de destacar, entre otros, a Romualdo González Fragoso, Manuel de Paúl y Arozarena; Manuel Medina Ramos, Miguel Cala y Sánchez, Antonio Seras y González, Enrique Laza Herrera, José Mariano Mota y Salado, Federico de Chaves y Pérez del Pulgar, Pedro Álvarez Quintero, y Francisco de las Barras de Aragón.
Fruto de la labor investigadora realizada por Salvador Calderón y sus discípulos, son los numerosos trabajos presentados en la Sociedad Española de Historia Natural que en paralelo, convertirán al Gabinete de Historia Natural de la Universidad de Sevilla, en los años finales del siglo XIX, en uno de los principales museos europeos, y en palabras del geólogo Eduardo Hernández Pacheco en el segundo en importancia de España. Calderón y sus discípulos además de reorganizar y revisar las colecciones existentes formaron en el gabinete, colecciones regionales, tanto zoológicas (especialmente de invertebrados), como geológicas y botánicas.

### Etapa anodina (1895-1912)
Durante el período de 1895-1913 la Cátedra de Historia Natural, y consecuentemente el Gabinete de la Universidad, pasan por una etapa anodina, cuando no de abandono y pérdidas. Durante esta etapa, la cátedra de Historia Natural estuvo ocupada primero por Serafín Sanz Agud (1835-1909), y posteriormente por Félix Gila Fidalgo (1860-1912).

### Nueva etapa de esplendor (1913-1936)

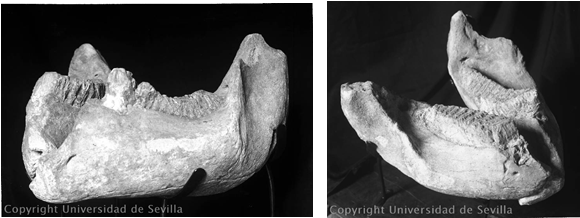
Mandíbula inferior de Palaeoloxodon antiquus (Falconer & Cautley 1847) procedente de Almodóvar del Río (Córdoba), incorporada al Gabinete de Historia Natural de la Universidad de Sevilla por Antonio Machado Núñez, y montada por Salvador Calderón y Arana. Fotografías de marzo de 1925, por José Mª González-Nandín y Paúl. (Archivo de la Fototeca de la Universidad de Sevilla).

Entre 1913 y 1919, Francisco de las Barras de Aragón (1869-1955) antiguo alumno y discípulo de Calderón, ocupa la Cátedra de Mineralogía, Botánica y Zoología. Gran defensor de la ciencia experimental, durante su etapa al frente del Gabinete se incorporan numerosos ejemplares y se reordenan algunas colecciones. Especialmente importantes fueron la limpieza del herbario, y la reorganización de la colección mineralógica regional de Andalucía realizada por Pedro Castro Barea (1895-1971), que en 1922 ocupa la cátedra que Barras deja vacante por traslado a Madrid. Entre 1922 y 1936 Castro retomará con dedicación el Gabinete de Historia Natural. Con él se enriquecen los fondos y las colecciones, especialmente las mineralógicas, se vuelve a investigar, y él mismo prepara una colección de Menas de Riotinto, que es uno de los primeros estudios metalogenéticos realizados en la Península. Asimismo, Castro consigue que en 1932 se dote una plaza de conservador del Museo.

### Etapa oscura (1936-1975)
Al comienzo de la Guerra Civil y por motivos políticos, Pedro Castro es expedientado y cesado en su cátedra, no siendo reintegrado a la Universidad hasta 1944, aunque esta vez como profesor de Botánica. Durante un breve período en 1943 Antonio Izquierdo Tamayo, se hace cargo de las clases de Biología y Geología hasta la llegada de Eduardo Alastrué (1913-1991). Los cerca de cuarenta años que transcurren desde el comienzo de la Guerra Civil hasta 1975 están dominados por las dos ocasiones en las que Alastrué ocupa la cátedra de Mineralogía, Geografía Física y Geología, la primera entre 1944 y 1949, y la segunda entre 1957 y 1969. Entre ambos períodos será el profesor adjunto José Altamirano Durán, quien se ocupe de las clases. A Eduardo Alastrué y María Vicente se debe el traslado hacia 1957 de la colección de Geología del Gabinete desde el edificio de la C/ Laraña hasta la nueva facultad de Ciencias en el Edificio de la Antigua Fábrica de Tabacos. Esta época supone el desmembramiento del Museo de Historia Natural de la Universidad, y la destrucción de gran parte del mismo. La colección de zoología quedó en el edificio de la calle Laraña, sufriendo graves pérdidas. Mejor suerte corrió el herbario enviado en 1948 (hasta 1972) al Real Jardín Botánico a la espera de que existiese en la Universidad de Sevilla una cátedra de Botánica. No será hasta 1971 cuando se realice el traslado de la colección de zoología, pero desgraciadamente al trasladarse en 1976 la Facultad de Biología al edificio actual de Reina Mercedes, las colecciones pasaron al sótano de la Fábrica de Tabacos, donde se perdieron en su mayor parte. Mientras, la colección de geología que inicialmente fue instalada en la segunda planta de la Fábrica de Tabacos, ante la necesidad de espacio para la nueva Sección de Biológicas, creada en 1964, tuvo que ser también almacenada en unas vitrinas metálicas que ocuparon el vestíbulo del Departamento de Geología.

### El  Museo de Geología (1975-2011)
La incorporación en 1975 de Ramón Coy i Yll (1940-2009) como catedrático de Cristalografía, Mineralogía y Mineralotecnia suponen la consecución entre 1977 y 1978 de los fondos necesarios para la exposición del Museo de Geología de la Universidad, instalado convenientemente en 1978 en la planta primera de la Antigua Fábrica de Tabacos, y dotado con una plaza de conservadora (ocupada entre 1978 y 1995 por Encarnación Carmona Aguilar).
En 1982 se incorpora a la Cátedra de Cristalografía y Mineralogía de la Sección de Química de la Universidad de Sevilla, Emilio Galán Huertos, cargo que ocupa en la actualidad. Entre 1983 y 1990 se lleva a cabo la reordenación del Museo. En 1985, la Facultad de Química se traslada, junto a las demás Facultades de Ciencias al Campus de Reina Mercedes, quedando el Museo de Geología como un extraño enclave en el edificio de la Fábrica de Tabacos hasta 1994. Durante esta etapa se lleva a cabo la reordenación del Museo, revisando y actualizando las clasificaciones, y ampliando la colección de fósiles, procedentes de proyectos de investigación, y donaciones. Fruto de esta reordenación, fue la publicación en 1993 de la Guía del Museo de Geología de la Universidad de Sevilla. Experiencias didácticas para una visita.
Tras varias propuestas, como integrar la colección del Museo de Geología en un nuevo Museo de Ciencias Naturales (1990) o en el Museo Arqueológico de Sevilla, en 1994, la Universidad cedió los fondos del Museo de Geología al nuevo Centro Andaluz de Exposiciones Didácticas de Ciencias Naturales, Naturaland, instalado en el antiguo Pabellón de Aragón de la Expo 92, en la Isla de La Cartuja. Los problemas constructivos del Pabellón y la ubicación del parque de ocio de Isla Mágica supusieron el cierre de Naturaland en enero de 1995, almacenándose sus fondos de nuevo. Tras varios traslados como consecuencia de posibles reubicaciones (Pabellón de la Naturaleza y Pabellón de Fujitsu) finalmente fracasadas, en febrero de 1998, ante el riesgo de deterioro de la colección, se decide su traslado al Campus de Reina Mercedes, depositándose en unos antiguos laboratorios del sótano de la Escuela Técnica Superior de Ingeniería, hoy de Informática, donde la colección ha permanecido almacenada.
Durante este período se publica el Inventario Actualizado del Museo de Geología de la Universidad de Sevilla (2002), reproyecta el Museo Virtual de Geología, y se exponen ejemplares del museo en dos exposiciones: Patrimonio Científico de la Universidad de Sevilla, en 2005 y Antonio Machado y Núñez y los darwinistas sevillanos, en 2009. Una pequeña selección de los fondos se expone en el hall de la Facultad de Química y en el Área de Cristalografía y Mineralogía (tercera planta de la Facultad de Química). En el contenido del Museo destacan fondos de interés histórico, museístico, científico y didáctico. Se han catalogado unos 1700 minerales, 17 meteoritos, 500 rocas y 3000 fósiles.
En 2008 se crea la Asociación Antonio Machado y Núñez de Amigos del Museo de Geología de la Universidad de Sevilla, con el objetivo de conseguir exponer al público la colección. También en 2008, Miguel Ángel Castro Arroyo se interesa por el museo como Director de los Servicios Generales de Investigación de la Universidad de Sevilla (SGI US) con la idea de crear una exposición itinerante que comenzara en el Centro de Investigación, Tecnología e Innovación de la Universidad de Sevilla (CITIUS). En 2009 Emilio Galán Huertos continúa el proyecto con el apoyo tanto del nuevo Director de los Servicios Generales de Investigación, Julián Martínez Fernández, como del Vicerrector de Investigación, Manuel García León. Finalmente en abril de 2011 el Museo de Geología inicia una nueva andadura con la exposición en el CITIUS de una parte de los fondos existentes. Colaboraron en la organización y diseño de la exposición diversos Profesores, miembros de la Asociación de Amigos del Museo de Geología de la Universidad de Sevilla y personal del CITIUS. Es de esperar que esta modesta exposición sea el comienzo de la instalación definitiva del Museo con todos sus fondos y los medios audiovisuales necesarios para que cumpla con su finalidad educativa e investigadora y vuelva a ser un referente a nivel nacional.

## Exposición del Museo de Geología de la Universidad de Sevilla en CITIUS
La exposición actual del Museo de Geología de la Universidad de Sevilla en CITIUS consta de una serie de vitrinas donde se exhiben parte de los fondos del mismo. 
- La vitrina 1 contiene ejemplares de interés histórico recogidos por Antonio Machado y otros Catedráticos que ocuparon la cátedra hasta 1936. También figura el libro Los Minerales de España de Salvador Calderón, un microscopio petrográfico de la época, láminas delgadas, la Guía del Museo y el Inventario.
- Las vitrinas 2 y 4 contienen ejemplares de gran valor museístico de minerales y fósiles respectivamente.
- Las vitrinas 3 y 5 contienen ejemplares representativos de Andalucía (minerales y fósiles, respectivamente).
- La colección sistemática de Fósiles, ordenada por Eras, ocupan las vitrinas 6 a 8.
- La colección sistemática de Minerales, ordenadas por Clases, se encuentra en las vitrinas 9 a 11.
- Las rocas se distribuyen entre las vitrinas 13 (Rocas Ígneas y Metamórficas) y 14 (Rocas Sedimentarias).
- Finalmente, en la vitrina 12 se encuentran los Meteoritos, una colección de monocristales, minerales y rocas talladas, y una colección en vidrio que imita a los principales diamantes tallados existentes.
- En dos pedestales se exponen respectivamente un cráneo de cetáceo, cedido para esta exposición por el Ayuntamiento de Burguillos, y un Xilópalo de Almadén de la Plata, recogido en el Pérmico de la Cuenca del Río Viar, cedido por D. Jaime P. Gil Fernández.

Como complemento se presentan una serie de pósters, que recorren la historia del Museo y sus personajes, la Historia de la Tierra, la Estructura y Teoría de Tectónica de Placas, la Formación y Clasificación de los Minerales, de los Fósiles, de la Rocas, los Meteoritos, y los Recursos Minerales. Con estas ilustraciones se pretende introducir al visitante en el mundo de la Geología, y en particular de los procesos formadores de minerales y rocas, en la historia y composición de la tierra, y su dinámica, y en los procesos de fosilización.